# Erdene-Ocziryn Dolgormaa
Erdene-Ocziryn Dolgormaa (mong. Эрдэнэ-Очирын Долгормаа; ur. 26 lipca 1977) – mongolska judoczka. Olimpijka z Aten 2004, gdzie odpadła w eliminacjach w wadze ciężkiej.
Uczestniczka mistrzostw świata w 2001. Brązowa medalistka igrzysk azjatyckich w 2002. Wicemistrzyni Azji w 2004 i trzecia w 2001 i 2003. Trzecia na igrzyskach Azji Wschodniej w 2001 roku.

## Letnie Igrzyska Olimpijskie 2004
| Konkurencja | Eliminacje             | Eliminacje                | Klas. końcowa |
| Konkurencja | Przeciwnik I           | Przeciwnik II             | Miejsce       |
| ----------- | ---------------------- | ------------------------- | ------------- |
| +78 kg      | Lee Hsiao-hung (TPE) Z | Maryna Prokofjewa (UKR) P | 2 runda       |